# Eva Pinkelnig
Eva Pinkelnig (Bregenz, 27 de mayo de 1988) es una deportista austríaca que compite en salto en esquí. Ganó seis medallas en el Campeonato Mundial de Esquí Nórdico entre los años 2019 y 2025.

## Palmarés internacional
| Campeonato Mundial | Campeonato Mundial  | Campeonato Mundial | Campeonato Mundial  |
| Año                | Lugar               | Medalla            | Prueba              |
| ------------------ | ------------------- | ------------------ | ------------------- |
| 2019               | Seefeld (Austria)   | Medalla de plata   | TN por equipo       |
| 2019               | Seefeld (Austria)   | Medalla de plata   | TN equipo mixto     |
| 2023               | Planica (Eslovenia) | Medalla de plata   | TN individual       |
| 2023               | Planica (Eslovenia) | Medalla de plata   | TN por equipo       |
| 2025               | Trondheim (Noruega) | Medalla de plata   | TN por equipo       |
| 2025               | Trondheim (Noruega) | Medalla de bronce  | TG por equipo mixto |